# Grand Bahama International Airport
Grand Bahama International Airport (GBIA) (IATA: FPO, ICAO: MYGF) is de voornaamste luchthaven van het eiland Grand Bahama op de Bahama's. De luchthaven ligt zo'n vijf kilometer ten noorden van Freeport. Het is een private commerciële internationale luchthaven met regelmatige diensten op een aantal steden in de Verenigde Staten, Canada en het Caraïbisch gebied. De luchthaven is een bestemming voor onder meer American Eagle, Bahamasair en Delta Connection.
Het is een van de twee luchthavens van de Bahama's, naast de grootste luchthaven, Lynden Pindling International Airport, met United States border preclearance dienstverlening voor een vlotte verbinding met de Amerikaanse luchthavens. Hierdoor worden alle vluchten naar de Verenigde Staten in dat land bij aankomst als binnenlandse vluchten behandeld.
De luchthaven werd zwaar beschadigd, werd overstroomd en moest sluiten direct na de passage van 1 tot 3 september 2019 van orkaan Dorian. De luchthaven werd voor onbepaalde tijd gesloten en heropende pas op 30 oktober dat jaar.